# Koroljov (stad)

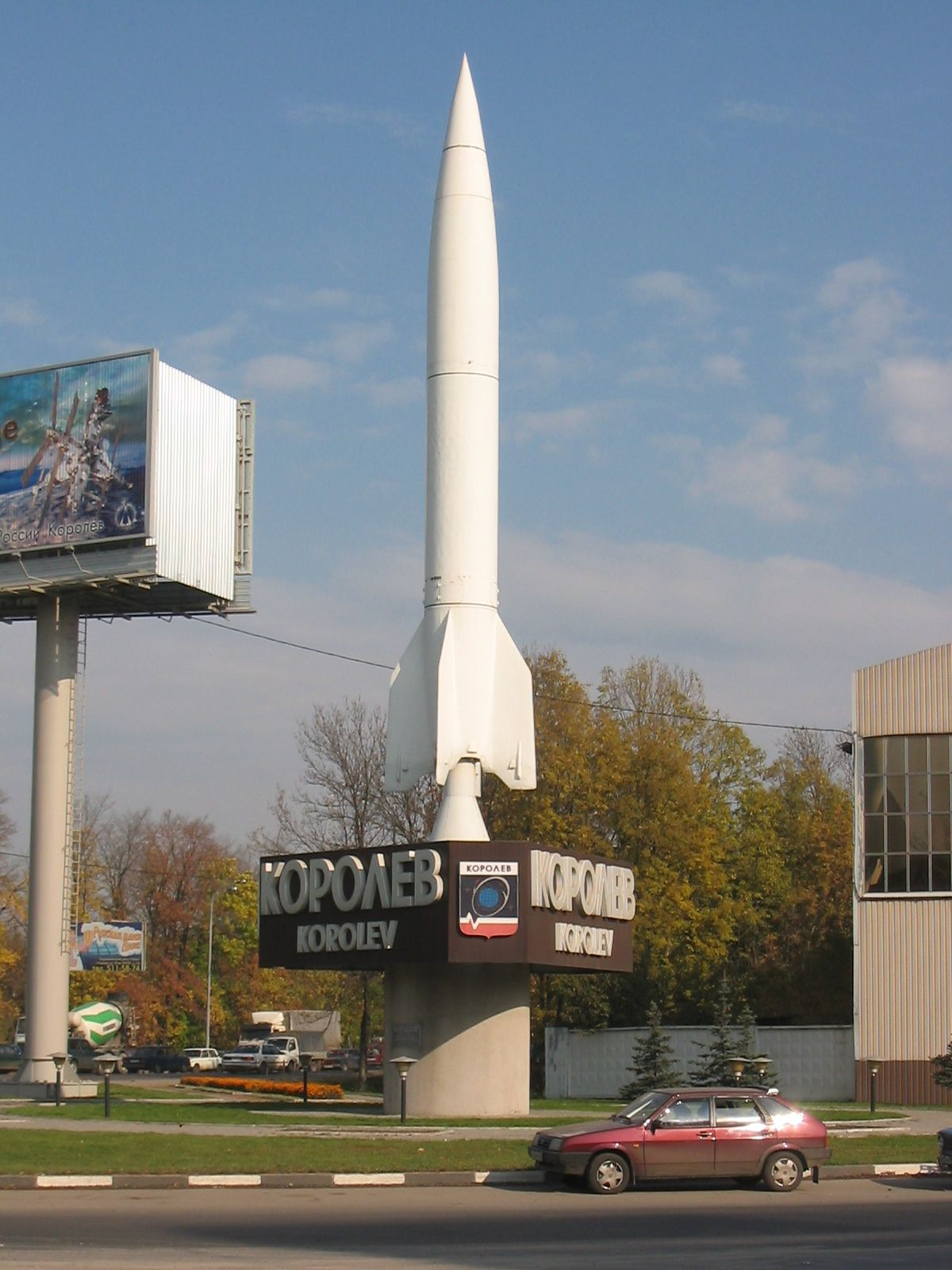
Monument vid en av stadens infarter.

Koroljov (ryska: Королёв) är en stad i Moskva oblast, Ryssland. Staden fick sitt nuvarande namn 1996 efter Sergej Koroljov, och är välkänd för sin produktion och utveckling av rymdfartsindustri. Staden grundades 1938 och fick då namnet Kaliningrad.

## Administrativt område
Koroljov administrerade tidigare även områden utanför själva centralorten. Dessa områden har nu slagits ihop med centrala Koroljov.
| Stad/Ort      | Invånarantal 9 oktober 2002 | Invånarantal 14 oktober 2010 | Invånarantal 1 januari 2015 |
| ------------- | --------------------------- | ---------------------------- | --------------------------- |
| Koroljov      | 142 568                     | 183 402                      | 220 947                     |
| Bolsjevo      | 10 217                      | Ingen uppgift                | Ingen uppgift               |
| Pervomajskij  | 10 047                      | Ingen uppgift                | Ingen uppgift               |
| Tekstilsjtjik | 7 492                       | Ingen uppgift                | Ingen uppgift               |
| Landsbygd     | 234                         | Ingen uppgift                | Ingen uppgift               |
| TOTALT        | 170 558                     | 183 402                      | 220 947                     |